# Alberto Airola
Alberto Airola (Moncalieri, 13 maggio 1970) è un politico italiano.

## Biografia
Diplomato regista programmista, si è laureato in Lettere Moderne e Contemporanee e ha fondato, con alcuni amici, una casa di produzione video, la Zenit Arti Audiovisive, dedicandovisi per i successivi 20 anni, ma lavorando anche, al contempo, come operatore di ripresa per varie televisioni italiane ed estere.
È ateo.
Dal 1997 fino al 2001 ha lavorato per la televisione con notizie, reportage, sport, intrattenimento. Dal 2002 ha iniziato a lavorare per il cinema, un'occupazione che gli ha permesso di conoscere svariate realtà umane e sociali e maturare una coscienza politica. Ha realizzato anche numerosi documentari sociali e politici, tra cui No Tav, Indiani di Valle del 2005.
Nel 2010 ha incontrato il Movimento 5 Stelle e ha seguito il consiglio di Beppe Grillo, mettendo a disposizione del gruppo le sue capacità professionali, con la realizzazione di numerosi video d'informazione politica e propaganda.
Nel 2010 è entrato nel direttivo del SALA, un sindacato autonomo di categoria dei lavoratori dell'audiovisivo appena fondato.

### Elezione a senatore
Nel dicembre 2012 partecipa alle consultazioni online del Movimento 5 Stelle per scegliere i candidati nel Senato della Repubblica. Alla fine della consultazione, Airola risulta terzo e ciò gli consentirà poi di essere eletto. Nel febbraio 2013 viene eletto senatore della XVII legislatura della Repubblica Italiana nella circoscrizione Piemonte per il Movimento 5 Stelle. Si insedia ufficialmente in Senato il 15 marzo 2013.
Membro, al Senato della Repubblica, del gruppo parlamentare Movimento 5 Stelle, ne è divenuto capogruppo Il 16 ottobre 2014, quando è stato eletto in sostituzione di Vito Rosario Petrocelli.
Il 7 maggio 2013 entra a far parte della II Commissione (Giustizia) che poi lascia, il 18 marzo 2014, quando entra a far parte della III Commissione (affari esteri e immigrazione). Dal 5 giugno 2013 è membro della Commissione di Vigilanza RAI.
Nel 2017, a seguito dell'incidente a Torino, in Piazza San Carlo, dovuto a un falso allarme bomba (durante la finale di Champions League), il senatore Airola polemizza sulla stima del numero dei feriti causati dalla calca, sostenendo trattarsi di cifre false diffuse allo scopo di attaccare il sindaco Chiara Appendino. I dati, al contrario di quanto sostenuto dal senatore, erano tutti corretti.
La notte del 3 settembre 2017 viene aggredito e derubato da due spacciatori nordafricani sotto la propria abitazione a Torino, sita nel quartiere Barriera di Milano. A seguito della colluttazione con i malviventi ha riportato una doppia frattura alla mandibola.
Alle elezioni politiche del 2018 è rieletto senatore nel collegio plurinominale Piemonte - 01.
Il 16 agosto 2018 tenta il suicidio nel bagno di casa nel quartiere Borgo Aurora a Torino, ma viene salvato dalla sorella che allerta gli operatori del 118.
In ossequio al limite dei due mandati in vigore nel Movimento 5 Stelle, non è ricandidato alle elezioni politiche del 2022.